# Raimundo Ongaro

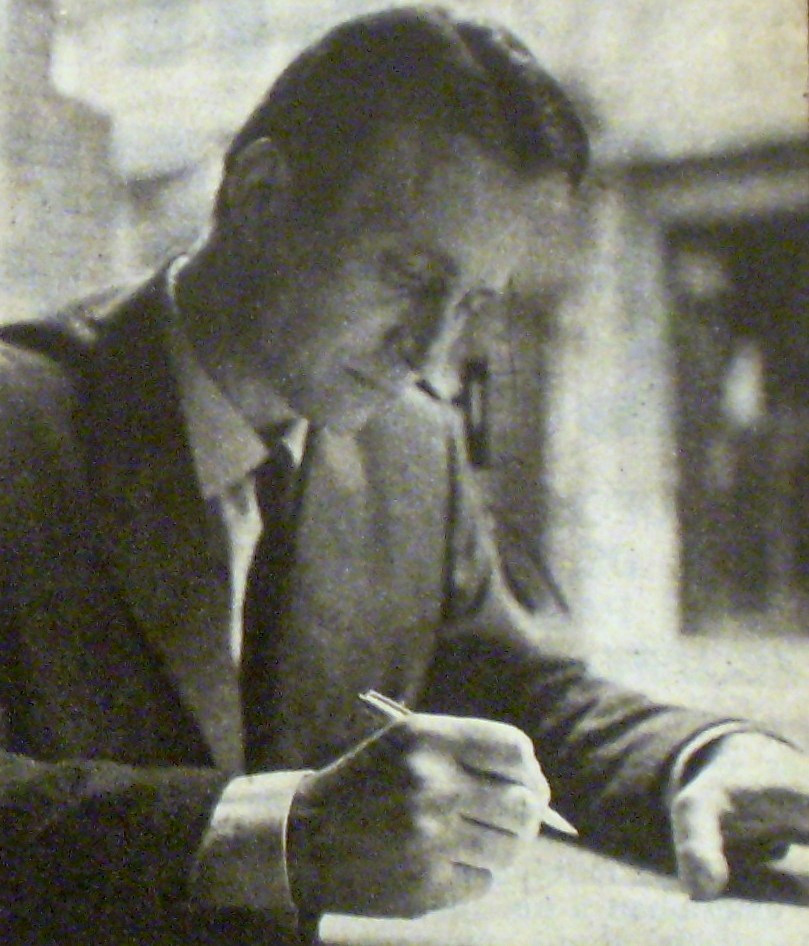
Raimundo Ongaro

Raimundo Ongaro (Mar del Plata, 1924 – Los Polvorines, 1 de agosto de 2016) foi um proeminente líder operário argentino.[carece de fontes?]
Morreu em 1 de agosto de 2016, aos 92 anos. 